# نساء صغيرات (فلم 1933)
نساء صغيرات (بالإنجليزية: Little Women) هو فيلم دراما تم إنتاجه في الولايات المتحدة وصدر في سنة 1933. الفيلم من إخراج جورج كوكور.

## بطولة
- كاثرين هيبورن

### ترشيحات وجوائز
| السنة | الحدث  | الفئة     | النتيجة |
| ----- | ------ | --------- | ------- |
| 1933  | أوسكار | أفضل فيلم | ترشـيـح |

## الميزانية والإيرادات
بلغت تكلفة إنتاج الفيلم حوالي 424,000 دولار بينما حقق أرباحا تقدر بـ 2,000,000 دولار.

## وصلات خارجية
- مقالات تستعمل روابط فنية بلا صلة مع ويكي بيانات

1. ↑  Jewell، Richard B.؛ Harbin، Vernon (1982). The RKO Story. New York: Arlington House. ص. 68. ISBN:0-517-54656-6.
2. ↑  Little Women (1933) profile, tcm.com; accessed June 27, 2017. نسخة محفوظة 17 يوليو 2010 على موقع واي باك مشين.
3. ↑  "N.Y. Critics Unanimous in Raves over Little Women". Motion Picture Daily. New York. 20 نوفمبر 1933. ص. 8. {{استشهاد بخبر}}: الوسيط |تاريخ الوصول بحاجة لـ |مسار= (مساعدة)